# Dieter Ilg

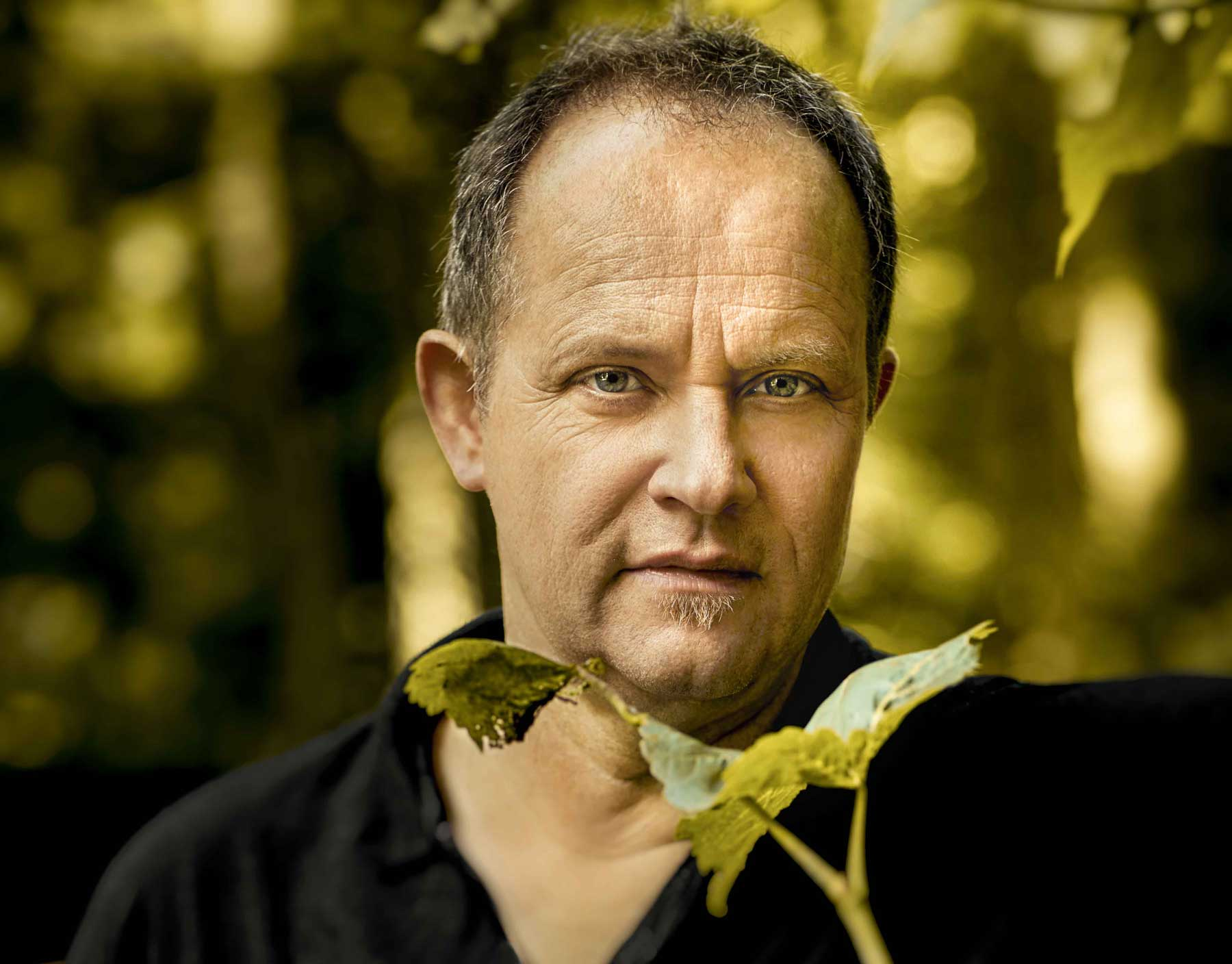
Dieter Ilg (2024)

Dieter Ilg (* 30. September 1961 in Offenburg) ist ein deutscher Jazzmusiker (Kontrabass, Komposition). Nach Wolf Kampmann liegt seine Bedeutung weniger in seinen herausragenden spielerischen Fähigkeiten als in den von ihm gefundenen Wegen, Jazz und europäische Melodien „unprätentiös“ zu vereinen.

## Leben und Wirken
Ilg spielte bereits im Kindergarten Blockflöte und erhielt dann Unterricht auf der Geige, später Bratsche; mit dreizehn Jahren wechselte er zum Kontrabass. 
Ilg wurde 1979 von Joe Viera entdeckt und gefördert. Ilg studierte zwischen 1981 und 1986 an der Hochschule für Musik Freiburg klassischen Kontrabass bei Wolfgang Stert; anschließend studierte er 1986 und 1987 als Fulbright-Stipendiat an der Manhattan School of Music; zu seinen Lehrern gehören Eddie Gomez, Ron McClure, Rufus Reid, Adelhard Roidinger und Miroslav Vitous. 
Ilg gehörte seit 1984 zum Sextett von Viera, dann zu den Mitbegründern der Band von Klaus Ignatzek, mit dem er sieben Alben einspielte. Bereits zwischen 1987 und 1989 war er Mitglied im Quintett von Randy Brecker (Tourneen durch die Vereinigten Staaten und Europa, Schallplattenaufnahmen). Zwischen 1991 und 2004 spielte er im Quintett von Albert Mangelsdorff und Wolfgang Dauner. Zwischen 1994 und 1997 gehörte Ilg zum Trio von Nguyên Lê. Mit Charlie Mariano und Peter Erskine spielte er auf dem Album Ancient Longings von Christoph Stiefel. Ebenfalls mit Mariano formte Ilg von 2001 bis zu Marianos Tod 2009 ein Duo (gemeinsame Tonträger sind A la carte, Eisenhans und Due) mit internationalen Konzerttourneen, in Europa, Indien und Japan. Diese Erfahrung mündete 2008 in das Soloprojekt [Bass] mit zahlreichen Solokonzerten unter anderem beim Jazzfest Berlin 2008. In seinen eigenen Gruppen spielten auch Marc Copland, Roberto di Gioia und Wolfgang Haffner. Er arbeitete weiterhin mit Rolf Kühn, Christof Lauer, Dave Liebman, Bennie Wallace, Sadao Watanabe, Dave Friedman, Trilok Gurtu, Joanne Brackeen, Dhafer Youssef, Nils Landgren, Rebekka Bakken, Till Brönner, Thomas Quasthoff, Klaus Ignatzek und vielen anderen mehr.
Unter eigenem Namen veröffentlichte Ilg 1991 seine erste Produktion Summerhill, mit Randy Brecker, Mike Stern, Bob Berg, Jim Beard und Peter Erskine. Im Trio mit Wolfgang Muthspiel und Steve Argüelles legte er zwischen 1997 und 2001 zwei Studioalben (Folk Songs und Fieldwork) und eine Liveproduktion mit Bearbeitungen von Volksliedern vor. 2001 gründete Ilg sein eigenes Label Fullfat ausschließlich mit eigenen Produktionen. Ein Beispiel dafür ist Otello in Anlehnung an die gleichnamige Oper von Giuseppe Verdi im Trio mit dem Pianisten Rainer Böhm und dem Schlagzeuger Patrice Héral. Dafür erhielt Ilg 2011 einen Echo Jazz. Zwischen 2011 und 2022 erschien Ilgs Musik beim Label ACT. Von seinem Trio wurde 2011 Otello live at Schloss Elmau, 2013 Parsifal und 2015 Mein Beethoven veröffentlicht, 2017 B-A-C-H. Nach der Soloproduktion Dedication folgte 2022 ein Trio-Programm mit Musik von Maurice Ravel. Ilg erhielt 2014 für Parsifal und 2016 für Mein Beethoven einen EchoJazz. 
2018 erschien nach 7-jähriger Zusammenarbeit im Duo der erste Tonträger von Till Brönner und Dieter Ilg, Nightfall (Sony/Okeh). Diese Produktion erhielt 2019 für ihre Verkäufe den Jazz Platin Award.
Ilg ist seit 1995 Lehrbeauftragter für Jazzkontrabass an der Musikhochschule Freiburg, wo er sich vor allem auch um die Allgemeinbildung von zukünftigen Schulmusikern kümmert.

## Bedeutung
Ilg gehört zu den Jazzmusikern aus Deutschland, die nach dem Jazz Rough Guide auch international über ein „enormes Renommee“ verfügen. Neben der virtuosen Technik ist es Ilgs „erzählende“ Spielweise, die Kollegen, Kritiker und Publikum gleichermaßen beeindrucken.

## Preise und Auszeichnungen
- 1988: Jazzpreis Baden-Württemberg
- 1998: »Stern des Jahres«, Münchner Abendzeitung
- 2005: Jazzpott-Preisträger
- 2006: Reinhold-Schneider-Preis
- 2011: EchoJazz – Bass / national
- 2014: EchoJazz – Bass / national
- 2014: Maurice Lacroix – Sonderpreis des Schwarzwald – Musikfestival
- 2016: EchoJazz – Bass / national